# June Duprez
June Duprez   (Teddington, 14 de maig de 1918 - Londres, 30 d'octubre de 1984) va ser una actriu anglesa.

## Biografia
Filla de l'actor de vodevil Fred Duprez, va néixer a Teddington durant un atac aeri a la fase final de la Primera Guerra Mundial.
Va començar la seva carrera com a actriu a una edat primerenca amb una companyia de teatre, mentre que la seva primera experiència cinematogràfica va ser The Crimson Circle, el 1936, seguida el mateix any de The Cardinal. Totes dues van tenir èxit, però sens dubte el llançament definitiu de Duprez va ser la seva tercera pel·lícula, The Four Feathers (1939), seguida de The Spy in Black (1939) i The Thief of Bagdad (1940), d'Alexander Korda.
Va ser el mateix Korda qui la va dur a Hollywood i li va fixar el seu catxet en 50.000 dòlars. Això li va impedir assolir als Estats Units els èxits aconseguits a la Gran Bretanya. Entre 1942 i 1945 fa Little Tokyo, U.S.A., Tiger Fangs, Forever and a Day i The Brighton Strangler, abans de rodar les seves pel·lícules més conegudes, la versió de René Clair de la novel·la d'Agatha Christie And Then There Were None.
La seva última aparició va ser a One Plus One, el 1961, però es va retirar en realitat de l'escena el 1948. Aquell any es va casar amb un metge i va tenir dues filles i es va divorciar el 1965. Va viure molt de temps a Roma, abans de tornar a Londres, on va morir a l'edat de 66 anys.

## Filmografia
- 1936: The Crimson Circle de Reginald Denham
- 1936: The Amateur Gentleman de Thornton Freeland
- 1936: El cardenal (The Cardinal) de Sinclair Hill
- 1939: The Spy in Black de Michael Powell
- 1939: Les quatre plomes (The Four Feathers) de Zoltan Korda
- 1939: The Lion Has Wings de Michael Powell, Adrian Brunel i Brian Desmond Hurst
- 1940: El lladre de Bagdad (The Thief of Bagdad) de Michael Powell, Ludwig Berger i Tim Whelan
- 1942: They Raid by Night de Spencer Gordon Bennet
- 1942: Little Tokyo, U.S.A. d'Otto Brower
- 1943: Don Winslow of the Coast Guard de Lewis D. Collins et Ray Taylor
- 1943: Forever and a Day d'Edmund Goulding, Cedric Hardwicke, Frank Lloyd, Victor Saville, Robert Stevenson, Herbert Wilcox i René Clair
- 1943: Tiger Fangs de Sam Newfield
- 1944: None But the Lonely Heart de Clifford Odets
- 1945: The Brighton Strangler de Max Nosseck
- 1945: Deu negrets (And Then There Were None) de René Clair
- 1946: That Brennan Girl d'Alfred Santell
- 1947: Calcutta de John Farrow
- 1961: One Plus One d'Arch Oboler